# Abbazia di Nonnberg
L'abbazia di Nonnberg, nota anche come monastero di Erin dalla prima badessa Erentrude di Salisburgo, è un'abbazia femminile benedettina situata a Salisburgo. Oggi è il più antico convento femminile cristiano del mondo con una tradizione ininterrotta.
L'intero complesso dell'abbazia di Nonnberg, con le mura e le aree archeologiche, è posto sotto tutela dallo Stato austriaco e fa parte del centro storico di Salisburgo, patrimonio mondiale dell'UNESCO.

## Storia

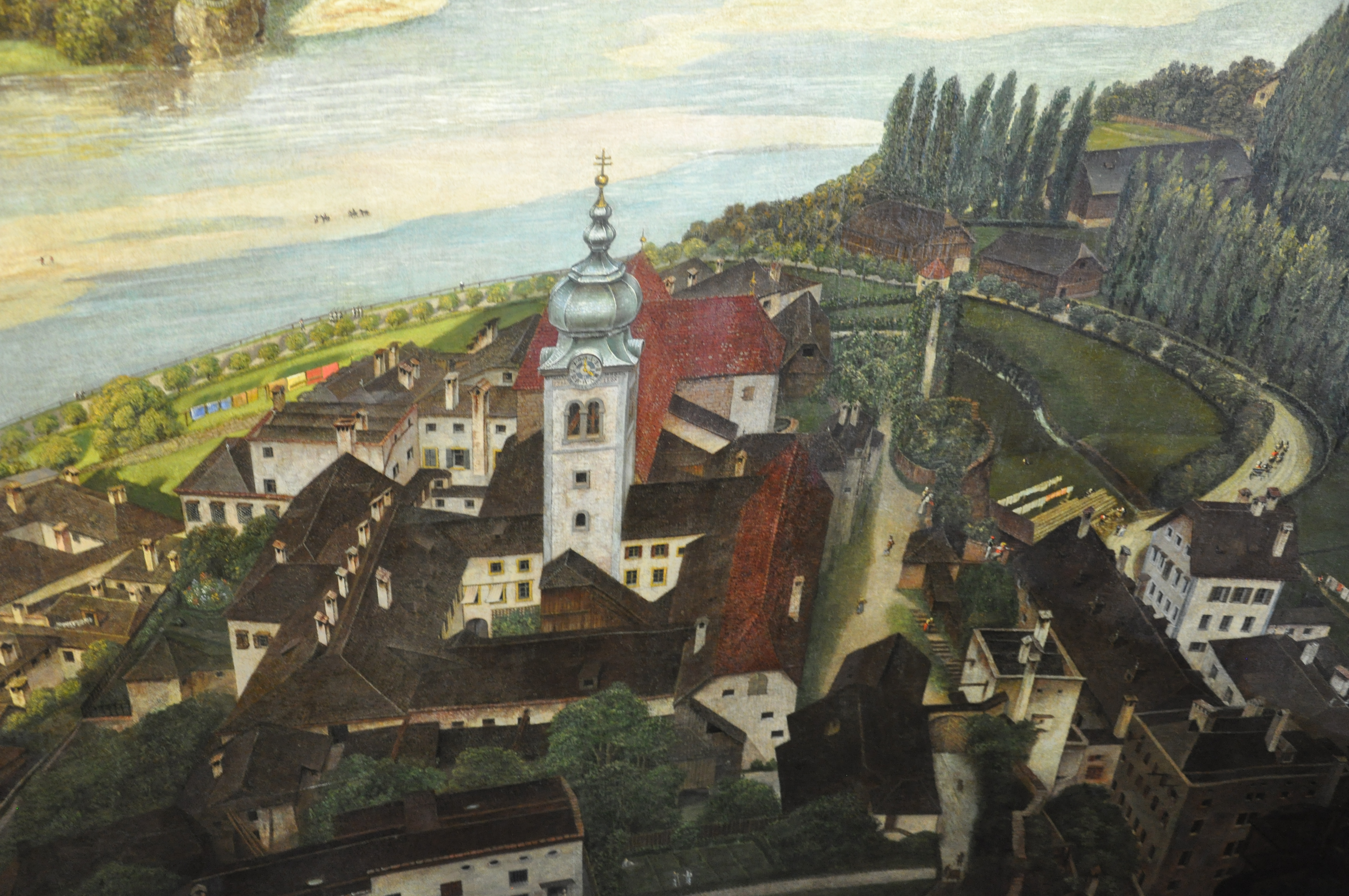
Abbazia di Nonnberg basata sul panorama di Johann Michael Sattler

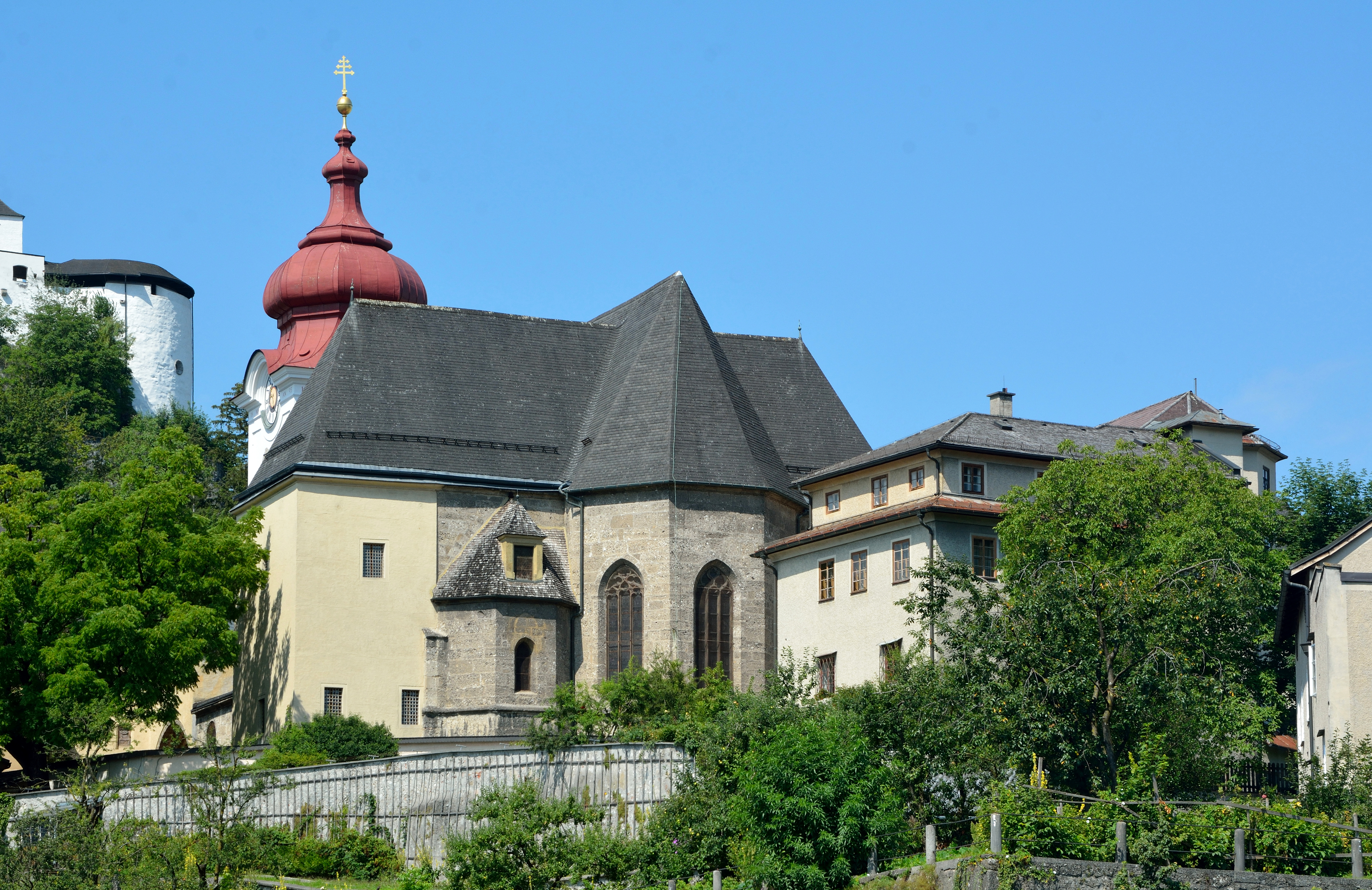
La chiesa abbaziale.

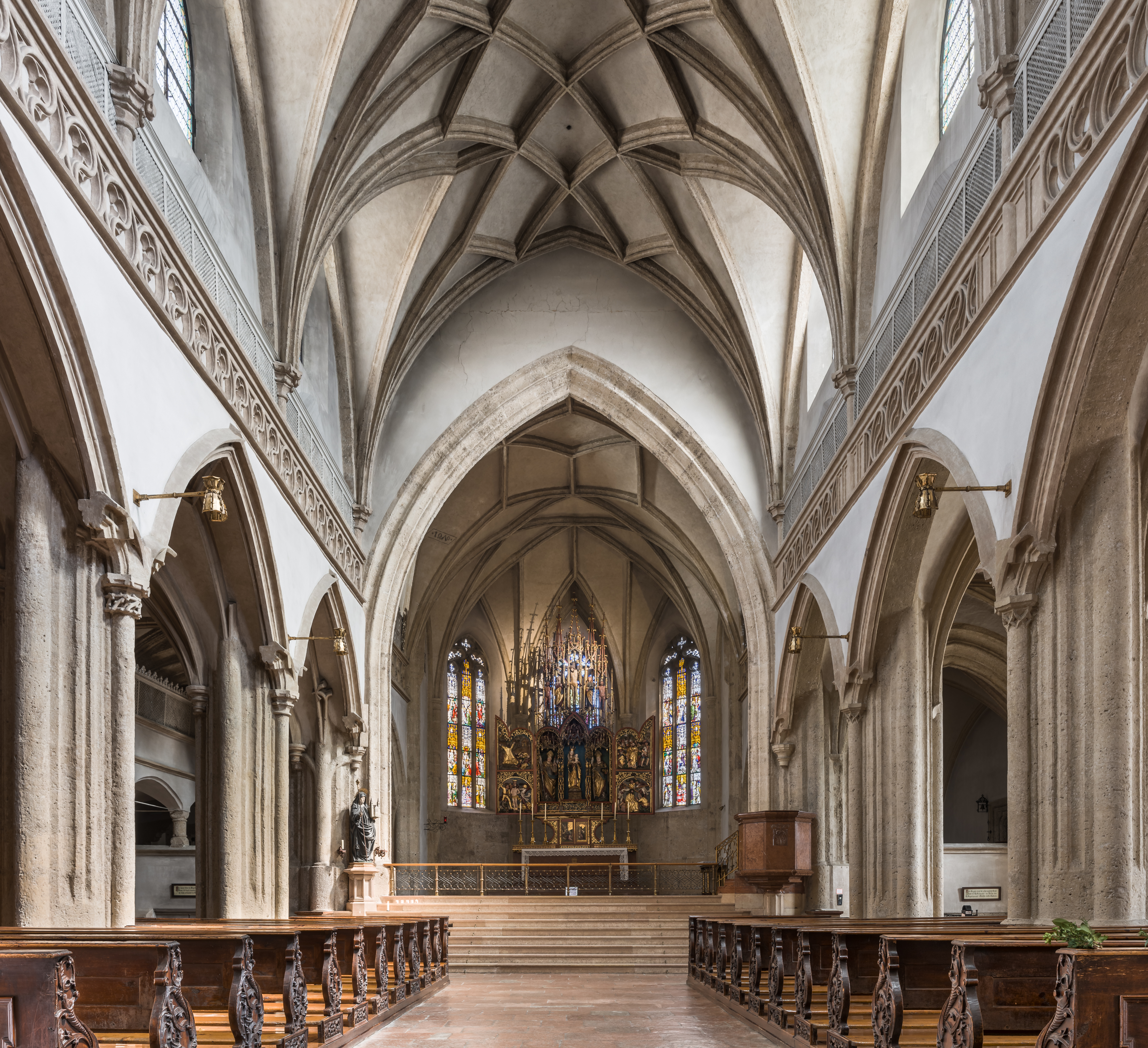
Interno della chiesa abbaziale.

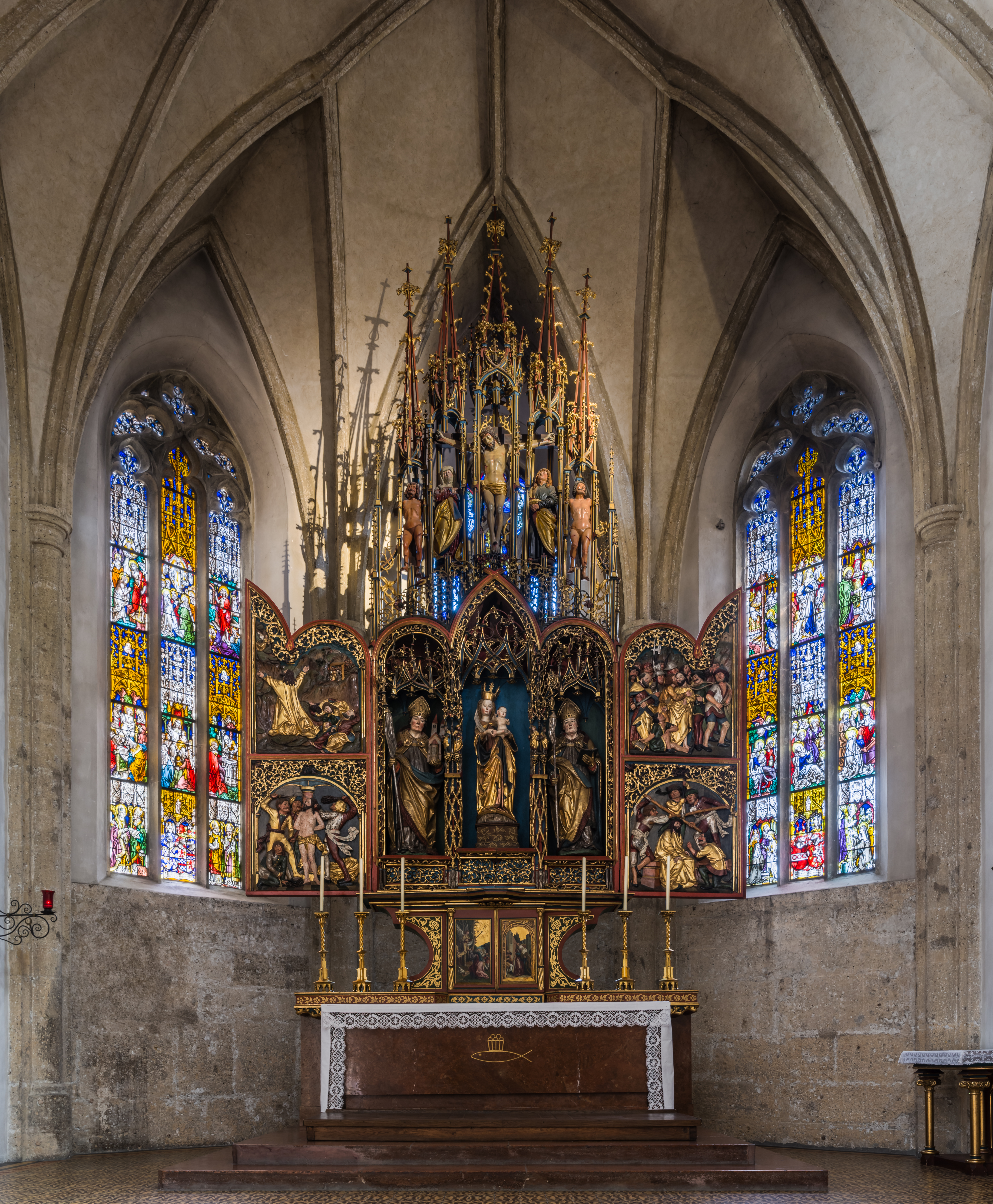
L'altar maggiore.

Intorno agli anni 711/712, Ruperto di Salisburgo fondò il monastero e lo stabilì su un terrazzamento della Festungsberg di Salisburgo. Il monastero femminile ebbe così un posto sicuro fra le parti conservate delle fortificazioni romane dell'antica Iuvavum. Erentrude, nipote o comunque parente di Ruperto (è indicata come neptis nelle Breves Notitiae), divenne la prima badessa. La dotazione dell'abbazia fu elargita dal duca bavarese Teodone II; Erentrude fu insediata come Arintrud abbatissa con l'approvazione dello stesso duca. Sette delle dodici badesse morte prima del 784 portavano nomi che suggeriscono una relazione con gli Agilolfingi.
Il monastero un tempo era molto ricco. Nell'alto Medioevo i possedimenti comprendevano anche il Nonntal, la cui chiesa era una chiesa succursale del monastero, e l'intera area tra Salzach e Leopoldskroner Moos a sud della città, compreso il villaggio di Morzg e le case di Kleingmain e Gneis: solo nel XV secolo vi si stabilirono famiglie contadine che non lavoravano più per conto del monastero. Fino al 1451 il monastero era riservato alle donne della nobiltà; con la fine del medioevo feudale furono ammesse anche le donne borghesi, ma fino all'Ottocento, tuttavia, solo come monache converse.
La routine quotidiana delle monache benedettine a Nonnberg è strutturata sulla Liturgia delle ore:
- 6:00 Lodi
- 6:45 Santa Messa - Terza
- 11:15 Sesta
- 15:45 Nona
- 17:15 Vespri
- 18:30 Compieta
- 19:30 Veglia

Il 20 luglio 2017 il capitolo del monastero, presieduto dall'arcivescovo Franz Lackner, ha eletto la precedente priora Veronika Kronlachner come nuova badessa dell'abbazia, novantaduesima a succedere a Santa Erentrude. La consacrazione avvenne il 13 agosto 2017 nella chiesa abbaziale di Nonnberg.

## Collegiata di Nonnberg
Intorno al 1006 la prima chiesa del monastero fu bruciata. Una nuova chiesa, dedicata a Maria Assunta, fu completata nel 1009 con l'aiuto significativo dell'imperatore Enrico II il Santo. La nuova cripta, in stile romanico, fu consacrata nel 1043. Di questo periodo si conservano il possente campanile della chiesa, parti del portale e sotto il coro delle monache il "paradiso" con i suoi affreschi: situati in dodici nicchie, furono realizzati intorno al 1140 e raffigurano busti di papi, vescovi e santi.
L'arcivescovo Corrado di Abenberg (1107–1143), importante riorganizzatore e innovatore dell'arcidiocesi, applicò la regola benedettina per il monastero. In gran parte distrutta da un incendio nel 1423, la chiesa del monastero fu ricostruita tra il 1464 e il 1509 sulla base dei vecchi diritti di costruzione (edificio tardo gotico). Nel 1624 la chiesa fu ampliata di tre cappelle laterali. Nel 1711 la torre romanica fu sopraelevata secondo lo stile dell'epoca e ricevette l'odierna cupola a cipolla.
La vetrata gotica centrale dietro l'altare (1480) fu donata dall'allora sindaco Augustin Clanner, l'altare tardo gotico (con accessori neogotici) proviene dalla chiesa filiale di Scheffau am Tennengebirge.

## La Johanneskapelle
La Johanneskapelle è accessibile solo con il permesso del monastero. Si trova accanto e sopra la Nonnberger Tor interna. Questa cappella con volta a vela fu costruita tra il 1448 e il 1451. Le vetrate sono di Ludwine Wildner-Eltz e risalgono al 1957. La cappella fu leggermente modificata negli anni precedenti il 1500. Notevole la coppa di San Giovanni posta su una consolle della metà del XVI secolo.
L'altare non è datato. Probabilmente fu creato nel 1498 per una cappella nel Duomo di Salisburgo. Con la demolizione della cattedrale romanica prima del 1600, l'altare probabilmente passò prima in mano a privati e molto più tardi passò all'abbazia di Nonnberg. È nella Johanneskapelle dal 1885. Oggi è attribuito a Veit Stoss o uno dei suoi apprendisti.

## L'importanza del monastero oggi
Il monastero ospita un'importante collezione di manoscritti medievali, figure gotiche e dipinti (soprattutto altari tardogotici). Particolarmente degni di nota sono il Faldistorium, sedia pieghevole riservata alla badessa, realizzata dopo il 1100 con rilievi figurati e figure in osso di tricheco, e il pastorale in avorio, utilizzato dalla badessa dal 1242.
L'abbazia ha acquisito ulteriore notorietà grazie a Maria Augusta Trapp, insegnante presso la scuola del convento dopo la prima guerra mondiale e la cui vita è stata il modello per il musical Tutti insieme appassionatamente.

## Attività
Oltre alle attività all'interno del monastero, come le pulizie, la biblioteca e l'archivio, le suore gestiscono un laboratorio di ceramica, una pensione e un'agricoltura biologica nell'Erentrudishof.